# 並木美太郎
並木 美太郎（なみき みたろう、1961年 - ）は、東京農工大学工学府教授。情報処理産業技術コース担当。

## 略歴
1961年東京生まれ。
1986年東京農工大学工学研究科修士課程修了。
日立製作所基礎研究所、東京農工大学工学部数理情報工学科助手、同大助教、
文部科学省長期在外研究員(米国ノースカロライナ州立大学)を経て、
現在、東京農工大学大学教授。博士（工学）。